# أليكس إيفانز
أليكس إيفانز (بالإنجليزية: Alex Evans)‏ هي عارضة بريطانية، ولدت في 18 أغسطس 1989 في Cranleigh ‏ في المملكة المتحدة.

## وصلات خارجية
- أليكس إيفانز على موقع IMDb (الإنجليزية)
- أليكس إيفانز على موقع قاعدة بيانات الفيلم (الإنجليزية)